# Велика жупа Цетина
Велика жупа Цетина (хорв. Velika župa Cetina) — адміністративно-територіальна одиниця Незалежної Держави Хорватії (НДХ), що існувала з 30 червня 1941 до 8 травня 1945 року на території сучасних Хорватії та Боснії і Герцеговини. Адміністративним центром спочатку був Омиш, потім — Спліт.
Цивільною адміністрацією у великій жупі керував великий жупан, якого призначав поглавник (вождь) Анте Павелич. Великим жупаном Цетини був Анте Луетич (хорв. Ante Luetić).
Велика жупа поділялася на райони, які називалися «котарські області» (хорв. kotarske oblasti) і збігалися в назві з їхніми адміністративними центрами:
- Вргораць
- Імотський
- Макарська
- Синь (до 15 вересня 1941 р.)
- Омиш (з 1 серпня 1941 р., куди входила і територія району Спліт)
- Спліт (з 15 серпня 1942 р.)
- Супетар (до 5 липня 1944 р., далі — Брач)
- Хвар

Із падінням Італії відбулася адміністративна реорганізація. Змінилися межі районів, було створено нові райони та перенесено адміністративний центр великої жупи. 3 листопада 1943 було розформовано район Омиш (7 березня 1944 р. його було відновлено), а його територію було включено в район Спліт, в адміністративний центр якого дещо раніше (11 жовтня 1943 р.) було перенесено і столицю великої жупи. Того ж дня було створено і т. зв. «котарське відділення» (хорв. kotarska ispostava) Вис.
5 липня 1944 р. проведено переустрій великих жуп, що для великої жупи Цетина означало заснування нового району Брач замість колишнього Супетара.
Із 20 травня 1944 р. у цій великій жупі почав діяти надзвичайний стан, а цивільне правління було замінено військовим. Питання цивільного управління перейшли до командувача військ берегової ділянки річки Неретва, а з 28 березня 1945 року було призначено спеціального начальника цивільної адміністрації.